# Arno Meinel
Arno Meinel (* 4. April 1899 in Schöneck/Vogtl.; † 27. Dezember 1975 in Pirna) war ein deutscher Pädagoge, Maler und Grafiker.

## Leben und Werk
Der Vater Meinels, Anton Emil Meinel, war Tischler und Nebenerwerbs-Bauer in Schöneck. Meinel besuchte von 1913 bis 1919 das Sächsische Lehrerseminar in Auerbach/Vogtl. und Dresden-Plauen. Die Ausbildung war für Schüler aus ärmeren Familien unentgeltlich, sofern sie sich verpflichteten, nach bestandener Prüfung eine ihnen angetragene Stelle als Hilfslehrer oder Vikar anzutreten. 
Nach der Reifeprüfung arbeitete Meinel bis 1923 als Hilfslehrer an verschiedenen Orten, u. a. in Ellefeld. Von 1923 bis 1927 studierte er in Dresden bis zum Abschluss als akademischer Maler an der Staatlichen Akademie für Kunstgewerbe und am Pädagogischen Institut der TH Dresden.
Von 1927 bis 1960 war er, unterbrochen durch die Teilnahme am Zweiten Weltkrieg und die Kriegsgefangenschaft, Lehrer für Geografie und Kunstgeschichte und Studienrat an einer der Oberschulen in Pirna und ab 1966 in Schöneck. An der Volkshochschule Pirna gab er Kurse in Malen und Zeichnen.
Nach seinem krankheitsbedingten Ausscheiden aus dem Schuldienst war Meinel bis 1976 in der Dresdner Arbeitsstelle des Institut für Denkmalpflege der DDR künstlerischer Mitarbeiter der Arbeitsgruppe Heimatforschung. Dabei wirkte er u. a. an der Herausgabe der vom Akademie-Verlag edierten Werkreihe „Werte unserer Heimat“ mit. 
Neben seiner beruflichen Arbeit betätigte Meinel sich künstlerisch, vor allem als Zeichner, Aquarellist und Druckgrafiker. Dabei widmete er sich mit Vorliebe vogtländischen Landschaften und ihren Dörfern.
Bilder Meinels befinden sich im Heimatmuseum Schöneck. 

## Ausstellungen (unvollständig)
- 1946: Dohna, Gasthof Müglitztal („1. Kunstausstellung“)
- 1947: Pirna, Haus der Jugend („1. Kunstausstellung des Kreises Pirna“)
- Postum 1976: Schöneck, Heimatstube (Einzelausstellung)